# YMCK
YMCK는 일본의 칩튠 밴드이다. 스윙이나 재즈의 느낌이 나는 테크노 사운드를 쓰며 패미컴의 게임 음악과 같은 8bit 음원과 보컬의 달콤한 목소리가 특징이다. 앨범 CD의 재킷에도 패미컴의 게임 캐릭터와 같은 도트 그림을 사용한다.
2003년 5월에 CD-R로 직접 만든 앨범 《패밀리 뮤직》(ファミリーミュージック)으로 데뷔하고 이 앨범이 히트를 하여 2004년 11월에 우사기짱레코드(ウサギチャンレコーズ)에서 첫 번째 앨범인 《패밀리 뮤직》(ファミリーミュージック)을 발매한다. 2005년 12월에 두 번째 앨범인 《패밀리 레이싱》(ファミリーレーシング)을 발매한다. 2006년 6월에는 한국의 파스텔 뮤직에서 《패밀리 뮤직》과 《패밀리 레이싱》을 정식 발매하였고 같은 달 정식 발매 기념 라이브 콘서트를 한국에서 개최했다. 2008년 1월에는 avex trax에서 세 번째 앨범인 《패밀리 제네시스》(ファミリージェネシス)를 발매하여 메이저 데뷔를 하였다.

## 멤버
- Midori(구리하라 미도리, 栗原みどり) - 보컬 담당
- Yokemura(요케무라 다케시, 除村武志) - 작곡, 작사, 편곡 담당
- Nakamura(나카무라 노리유키, 中村智之) - 영상, 편곡 담당

## 레코드 목록

### 일본
- ファミリーミュージック (2003년 8월 22일 발매)
- ファミリーミュージック (2004년 11월 3일 발매)
- ファミリーレーシング (2005년 12월 21일 발매)
- ファミリージェネシス (2008년 1월 16일 발매)
- YMCK SONGBOOK ~songs before 8bit~ (2008년 9월 24일 발매)
- DOWN TOWN (2008년 9월 24일 발매 DE DE MOUSE와 공동 기획)
- ファミリークッキング (2009년 1월 21일 발매)
- ファミリーデイズ(2013년 10월 2일 발매)
- ファミリーダンシング(2015년 6월 24일 발매)
- ファミリースイング(2017년 1월 18일 발매)

### 한국
- Family Music (2005년 6월 발매)
- Family Racing (2005년 6월 발매)
- Family Genesis (2009년 4월 발매)